# Obwód naryński
Obwód naryński (kirg. Нарын облусу) – obwód w centralno-wschodnim Kirgistanie ze stolicą w Naryniu.
Obwód dzieli się na jedno miasto o znaczeniu obwodowym i 5 rejonów:
- Naryn
- rejon Ak-Tałaa
- rejon At-Baszy
- rejon Dżumgał
- rejon Koczkor
- rejon Naryn